# Gare de Saint-Pol-sur-Ternoise
Ne doit pas être confondu avec Gare de Saint-Pol-de-Léon.
La gare de Saint-Pol-sur-Ternoise est une gare ferroviaire française de la ligne de Fives à Abbeville, située sur le territoire de la commune de Saint-Pol-sur-Ternoise, dans le département du Pas-de-Calais, en région Hauts-de-France.
C'est une gare de la Société nationale des chemins de fer français (SNCF), desservie par des trains TER Hauts-de-France.

## Situation ferroviaire
Établie à 90 mètres d'altitude, la gare de bifurcation de Saint-Pol-sur-Ternoise est située au point kilométrique (PK) 72,758 de la ligne de Fives à Abbeville, entre la gare ouverte de Pernes - Camblain et la limite de déclassement au PK 74,810. Elle est l'origine de la ligne de Saint-Pol-sur-Ternoise à Étaples, avant la gare ouverte d'Anvin, et l'aboutissement de la ligne d'Arras à Saint-Pol-sur-Ternoise, après la gare ouverte de Tincques.

## Histoire

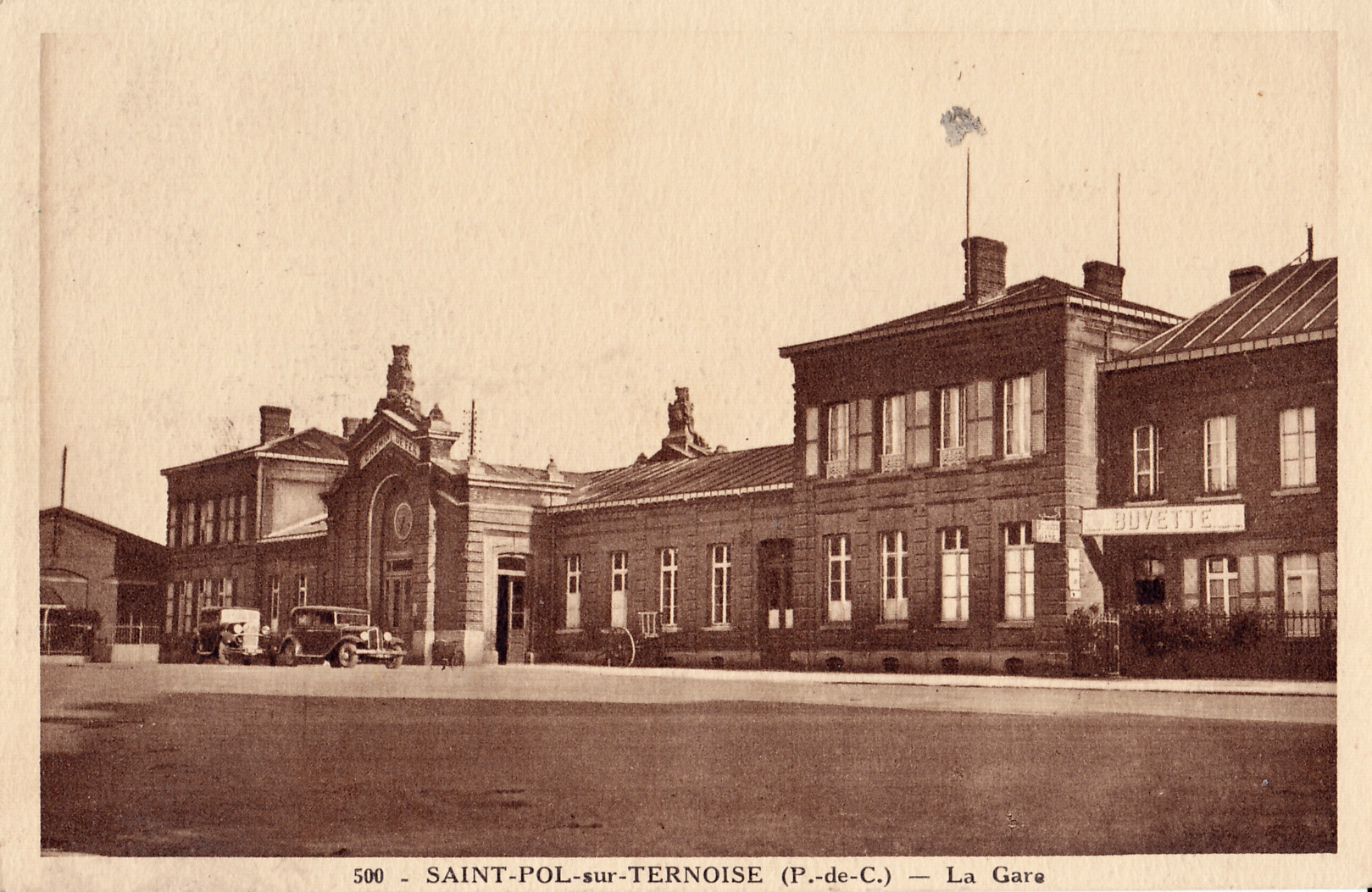
La gare, dans les années 1930.

Les travaux de construction de la ligne Arras – Étaples débutèrent le 26 août 1872. Le 21 novembre 1875, furent inaugurés les tronçons Arras – Saint-Pol et Béthune – Saint-Pol. Carrefour ferroviaire important sur les lignes Arras – Étaples – Boulogne-sur-Mer, Lille – Béthune – Abbeville – Le Tréport - Mers et Saint-Pol – Lens, la gare de Saint-Pol était au 9e rang des gares du département du Pas-de-Calais, en raison de son trafic.
Au cours de la Première Guerre mondiale, elle accueillit une cantine militaire et une section sanitaire pour le transfert des blessés provenant du front. Elle joua un rôle important dans l'approvisionnement dudit front, notamment celui de la ville d'Arras.
Au cours de la Seconde Guerre mondiale, la gare fut presque complètement détruite au cours des bombardements alliés des 4 et 7 septembre 1943. Un baraquement servit de longues années de gare provisoire.
Différents projets de reconstruction furent proposés à partir de 1946, mais ce ne fut qu'en 1963 que les travaux commencèrent pour s'achever par la mise en service des nouveaux bâtiments le 11 octobre 1965. On engloba dans les nouveaux bâtiments le blockhaus que les Allemands avaient construit pendant la Seconde Guerre mondiale et que l'on avait renoncé à démolir. La nouvelle gare est un édifice en béton armé, appareillé de moellons éclatés de Pouillenay et de briques émaillées.
Les actions concertées du conseil régional du Nord-Pas-de-Calais et du conseil général du Pas-de-Calais permirent la construction d’un souterrain, d’un ascenseur et du bâtiment du poste d’aiguillage informatisé ainsi que le rehaussement des voies ferrées, en août 2004. Le blockhaus fut détruit en 2005.
De 2017 à 2022, les lignes constituant l'« étoile ferroviaire de Saint-Pol » sont progressivement fermées (à cause de leur mauvais état) avant d'être modernisées (par des travaux de renouvellement des voies coûtant 98,1 millions d'euros, financés à 71,5 % par le conseil régional des Hauts-de-France), selon le calendrier suivant : de septembre 2017 à avril 2021 pour la ligne de Saint-Pol-sur-Ternoise à Étaples, de décembre 2019 à avril 2021 pour la ligne de Béthune à Saint-Pol-sur-Ternoise et de novembre 2020 à septembre 2022 pour la ligne d'Arras à Saint-Pol-sur-Ternoise.

## Service des voyageurs

### Accueil
Gare de la SNCF, elle dispose d'un bâtiment voyageurs ouvert tous les jours, avec guichet (en service du lundi au samedi sauf jours fériés). Elle est équipée d'automates pour l'achat de titres de transport.

### Desserte

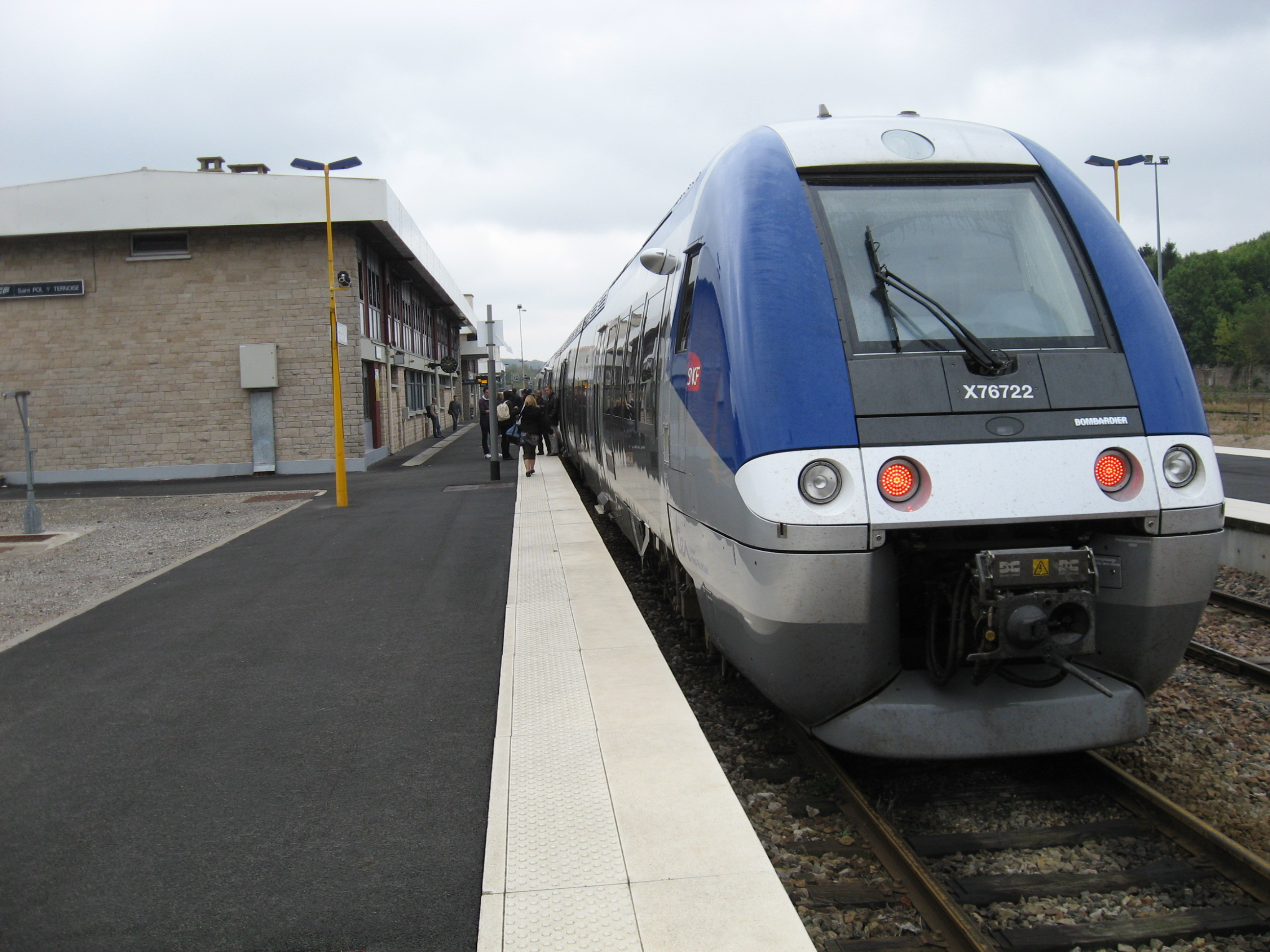
un TER à quai, en 2009.

La gare est desservie par des trains régionaux du réseau TER Hauts-de-France, effectuant les liaisons suivantes :
- Lille / Lens – Béthune – Saint-Pol-sur-Ternoise ;
- Arras / Saint-Pol-sur-Ternoise – Hesdin – Montreuil – Étaples ;
- Béthune – Saint-Pol-sur-Ternoise / Étaples.

### Intermodalité
Un parc à vélos et un parking sont aménagés aux abords de la gare.
En outre, elle est desservie par des autobus.

## Service des marchandises
Saint-Pol-sur-Ternoise est une gare ouverte au fret.